# خليج كوبر

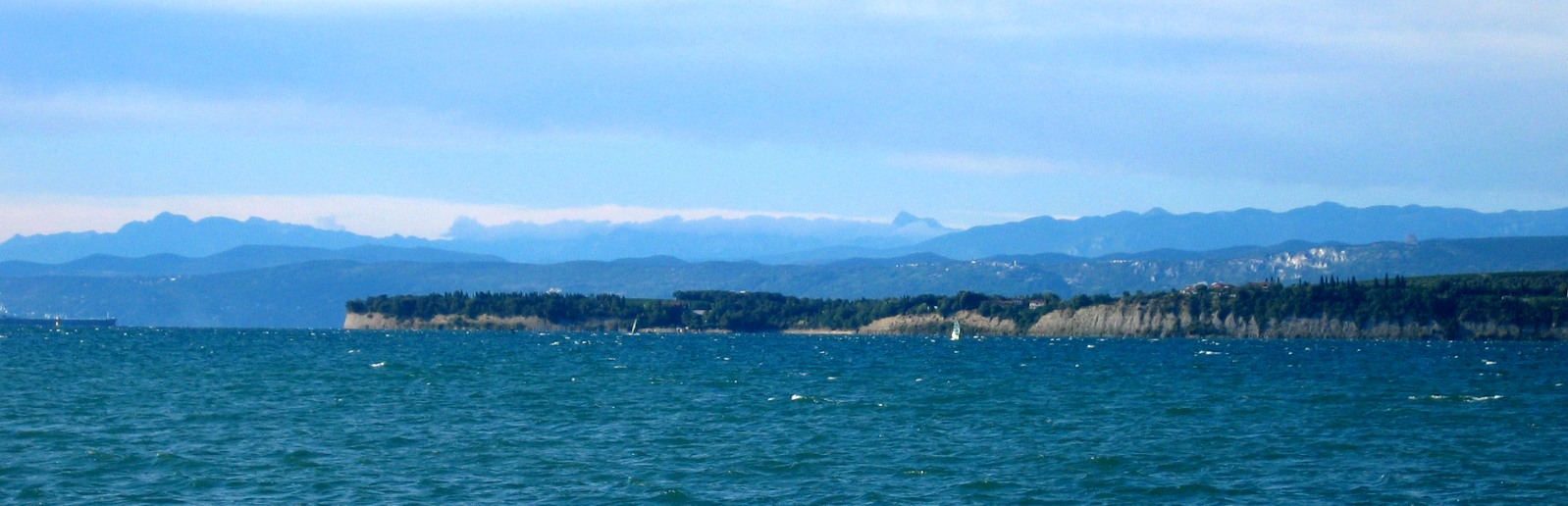
منظر عام لخليج كوبر.

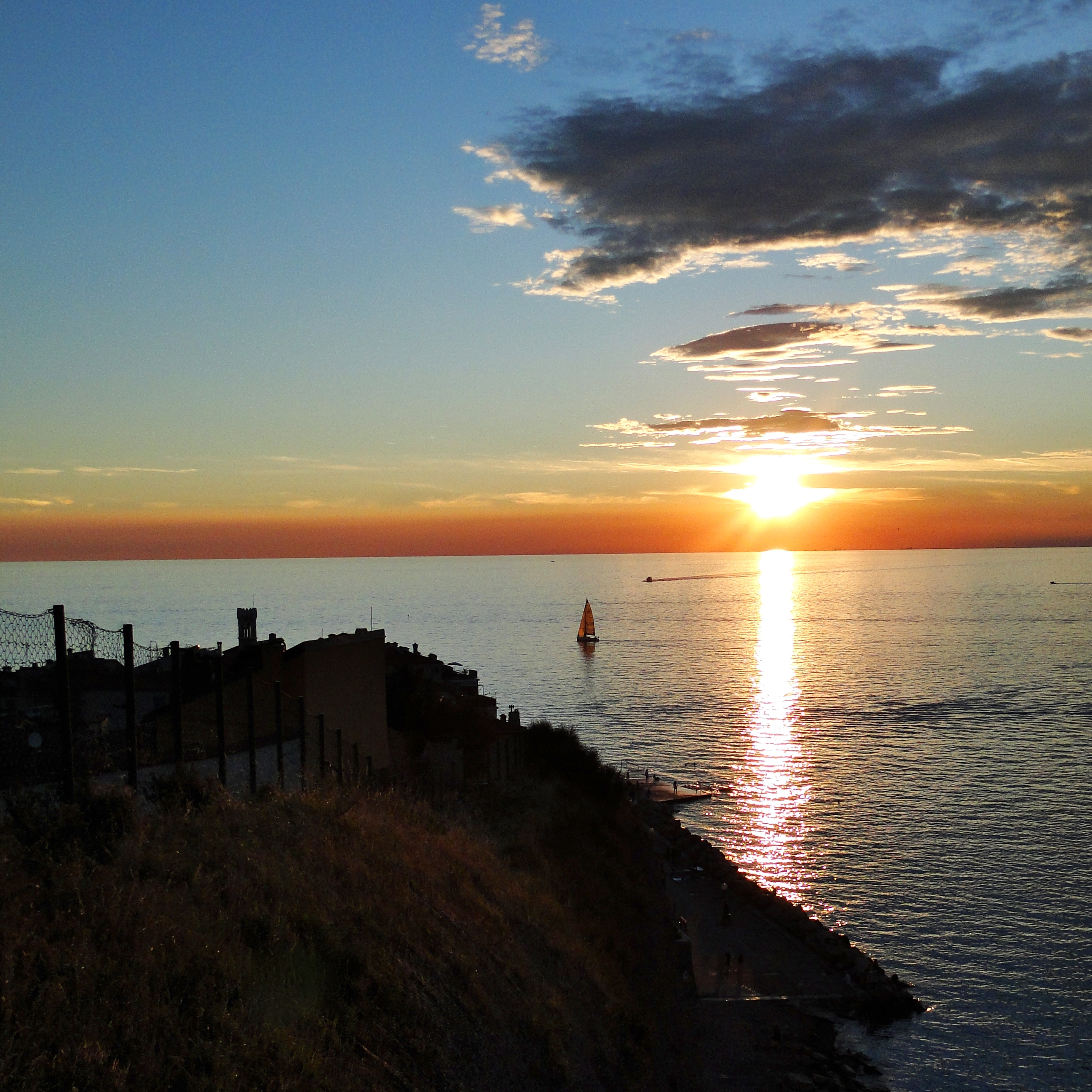
منظر عام لخليج بيران.

خليج كوبر (بالإنجليزية: Gulf of Koper, Koper Bay، بالسلوفينية: Koprski zaliv، بالكرواتية: Koprski zaljev، بالإيطالية: Golfo di Capodistria) هو خليج يقع في الجزء الشمالي من البحر الأدرياتيكي، ويعد جزء من خليج تريستي. يمتد الخليج من الأراضي السلوفاكية حتى الأراضي الإيطالية.

## نظرة عامة
خليج كوبر سُمي بهذا الاسم بسبة لاسم مدينة كوبر السلوفينية ، هو جزء من الساحل السلوفيني، ويقع تمامًا وبالكامل في الأراضي السلوفينية، والتي يجتازها نهر ريزانا، تبلغ مساحة الخليج 18 كيلومتر مربع، ويمتد في منطقة دبيل ريتش، يمتد الجليج بجوار حدود بلدة نوغيا الايطالية حتى منطقة مادونا في بلدة بيران السلوفينية، وهذا هو أيضًا أعلى نقطة في شمال خليج بيران.
تقع مدن كوبر، ويزولا وبيران على الساحل الشمالي السلوفيني، جنبا إلى جنب مع قرى أنكاران، وسترونجان على خليج كوبر.

## وصلات خارجية
- خريطة خليج كوبر